# Championnat d'Europe féminin de rink hockey des moins de 20 ans 2010
Navigation
Édition précédente
Le Championnat d'Europe de rink hockey féminin des moins de 20 ans 2010 est la 4e édition de la compétition organisée par le Comité européen de rink hockey et réunissant tous les ans les meilleures nations européennes. Cette édition a lieu à Darmstadt, en Allemagne, du 20 au 23 octobre 2010. C'est l'Espagne qui remporta pour la quatrième fois consécutive ce Championnat d'Europe de rink hockey féminin des moins de 20 ans.

## Participants
Cinq équipes prennent part à la compétition :
- Allemagne
- Angleterre
- Espagne
- France
- Suisse

## Format
La compétition se dispute selon la formule d'un championnat. Chaque équipe rencontre une fois tous ses adversaires.

## Résultats et classement
L'Espagne remporte pour la quatrième fois le Championnat d'Europe de rink hockey féminin des moins de 20 ans.
| Rang | Équipe     | Pts | J | G | N | P | Bp | Bc | Diff |  | Résultats  |  |     |      |     |     |
| ---- | ---------- | --- | - | - | - | - | -- | -- | ---- |  | ---------- |  | --- | ---- | --- | --- |
| 1    | Espagne    | 12  | 4 | 4 | 0 | 0 | 37 | 1  | +36  |  | Espagne    |  | 9-0 | 12-0 | 8-1 | 8-0 |
| 2    | Allemagne  | 9   | 4 | 3 | 0 | 1 | 9  | 13 | -4   |  | Allemagne  |  |     | 5-2  | 2-1 | 2-1 |
| 3    | Angleterre | 4   | 4 | 1 | 1 | 2 | 8  | 22 | -14  |  | Angleterre |  |     |      | 2-1 | 4-4 |
| 4    | Suisse     | 3   | 4 | 1 | 0 | 3 | 6  | 13 | -7   |  | Suisse     |  |     |      |     | 3-1 |
| 5    | France     | 1   | 4 | 0 | 1 | 3 | 6  | 17 | -11  |  | France     |  |     |      |     |     |

## Meilleures buteuses
| # | Joueur           | Sélection  | Buts |
| - | ---------------- | ---------- | ---- |
| 1 | Anna Casarramona | Espagne    | 11   |
| 2 | Ester Nadal      | Espagne    | 8    |
| - | Claudia Miret    | Espagne    | 8    |
| 4 | Jenny Delgado    | Allemagne  | 4    |
| - | Bethanie Cook    | Angleterre | 4    |
| - | Daniela Senn     | Suisse     | 4    |
| 7 | Laura La Rocca   | Allemagne  | 3    |
| - | Cindy Laurent    | France     | 3    |
| - | Berta Tarrida    | Espagne    | 3    |